# Theretra nessus
Theretra nessus (tên tiếng Anh: Yam Hawk Moth) là một loài bướm đêm thuộc họ Sphingidae.

## phân phát
Nó được tìm thấy ở Sri Lanka, Ấn Độ (bao gồm the Andaman và quần đảo Nicobar), Nepal, Myanmar, Thái Lan, miền nam Trung Quốc, Đài Loan, Hàn Quốc, Nhật Bản, Malaysia, Indonesia, Việt Nam,miền bắc Úc và Nouvelle-Calédonie. Đây là một recent immigrant in Oahu.

## miêu tả
Sải cánh dài 90–130 mm.

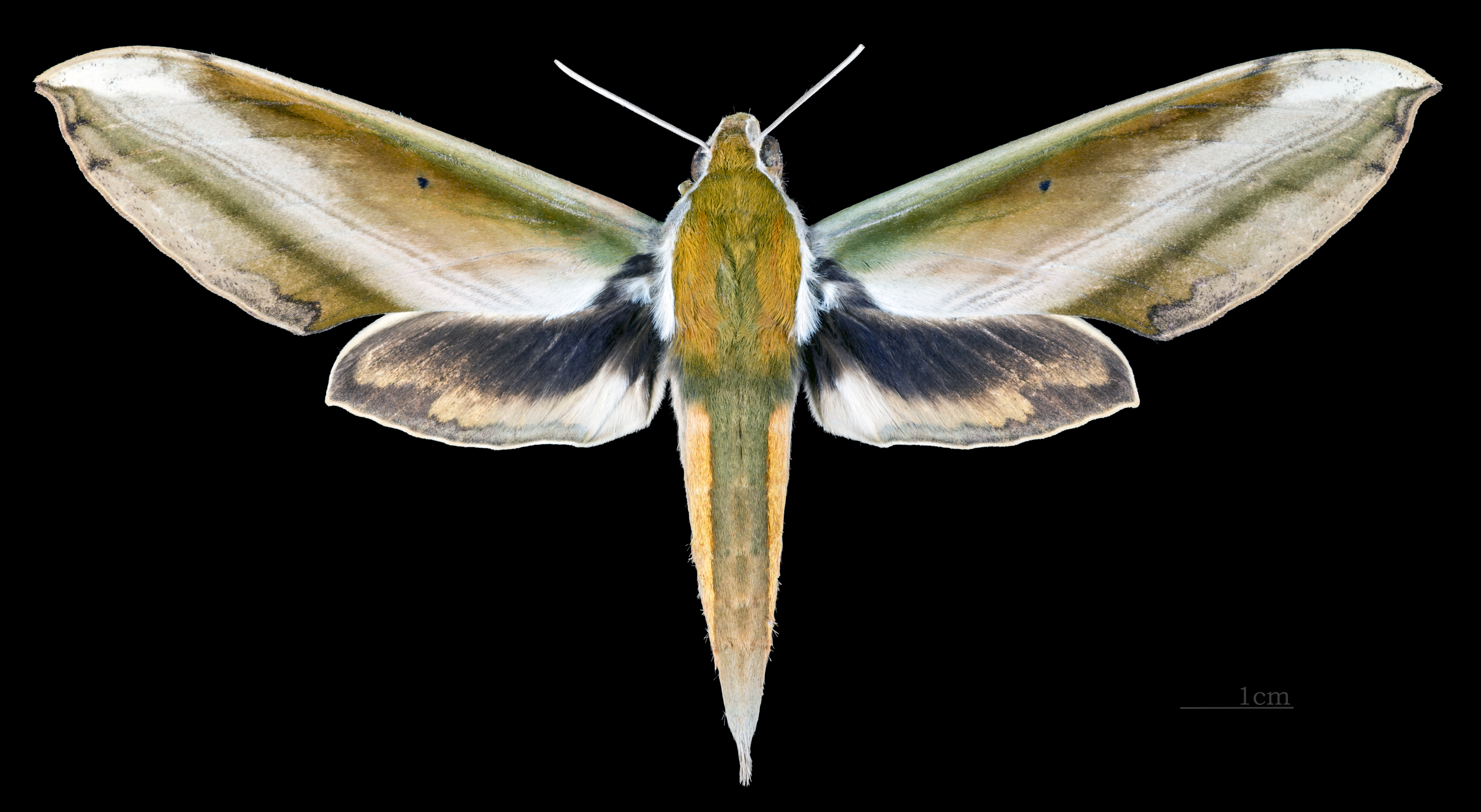
Theretra nessus ♀
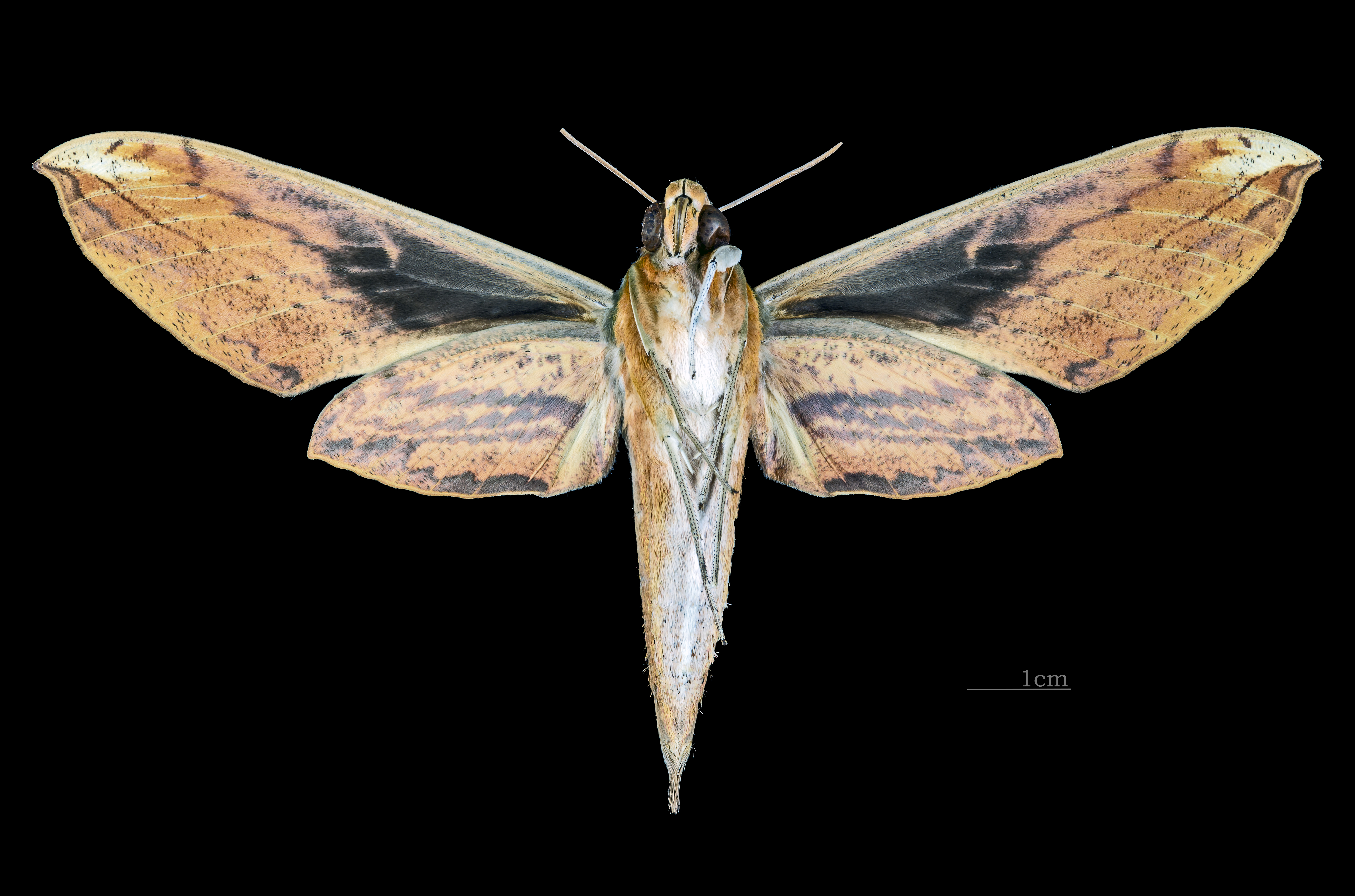
Theretra nessus ♀ △
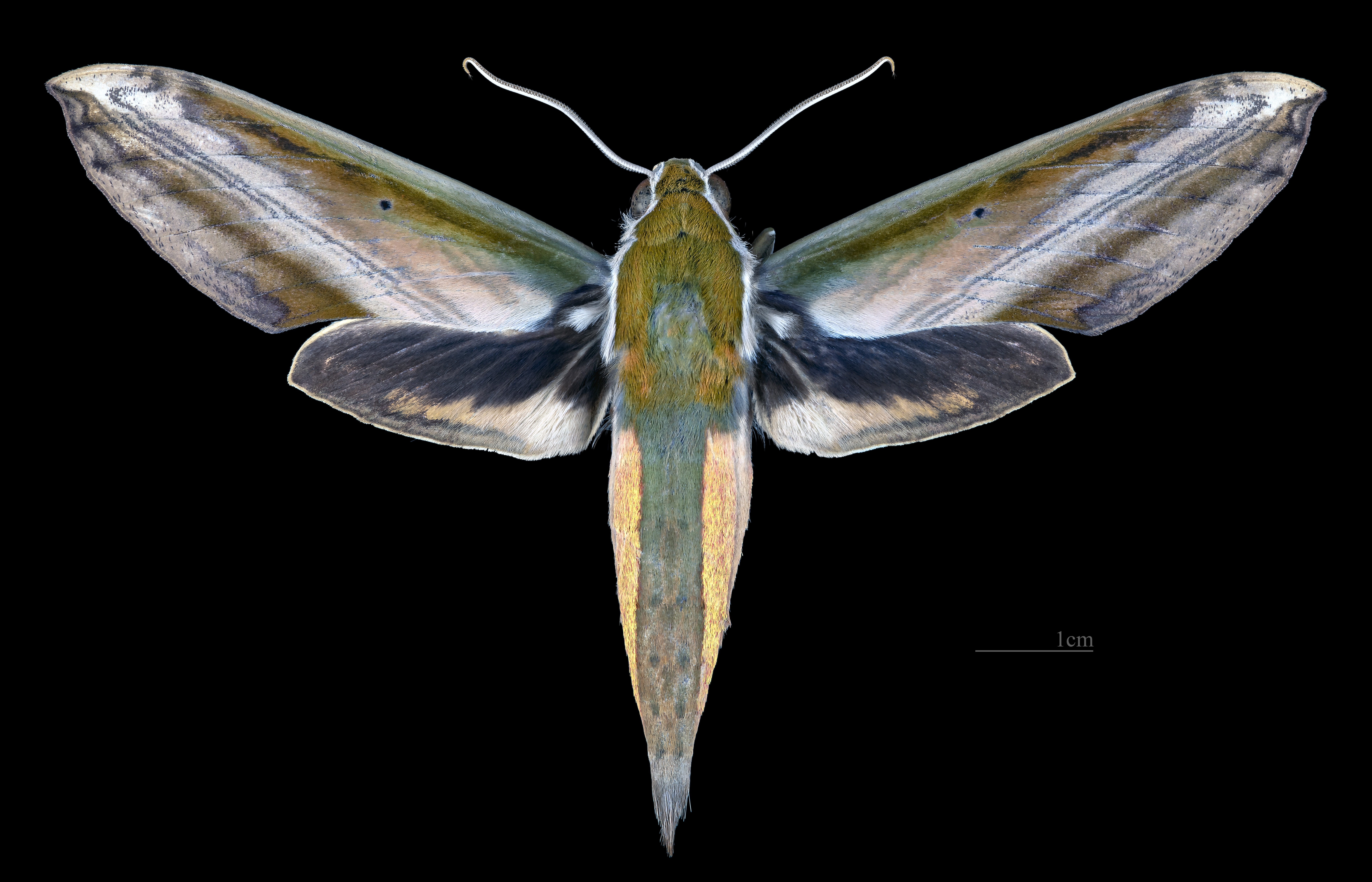
Theretra nessus ♂
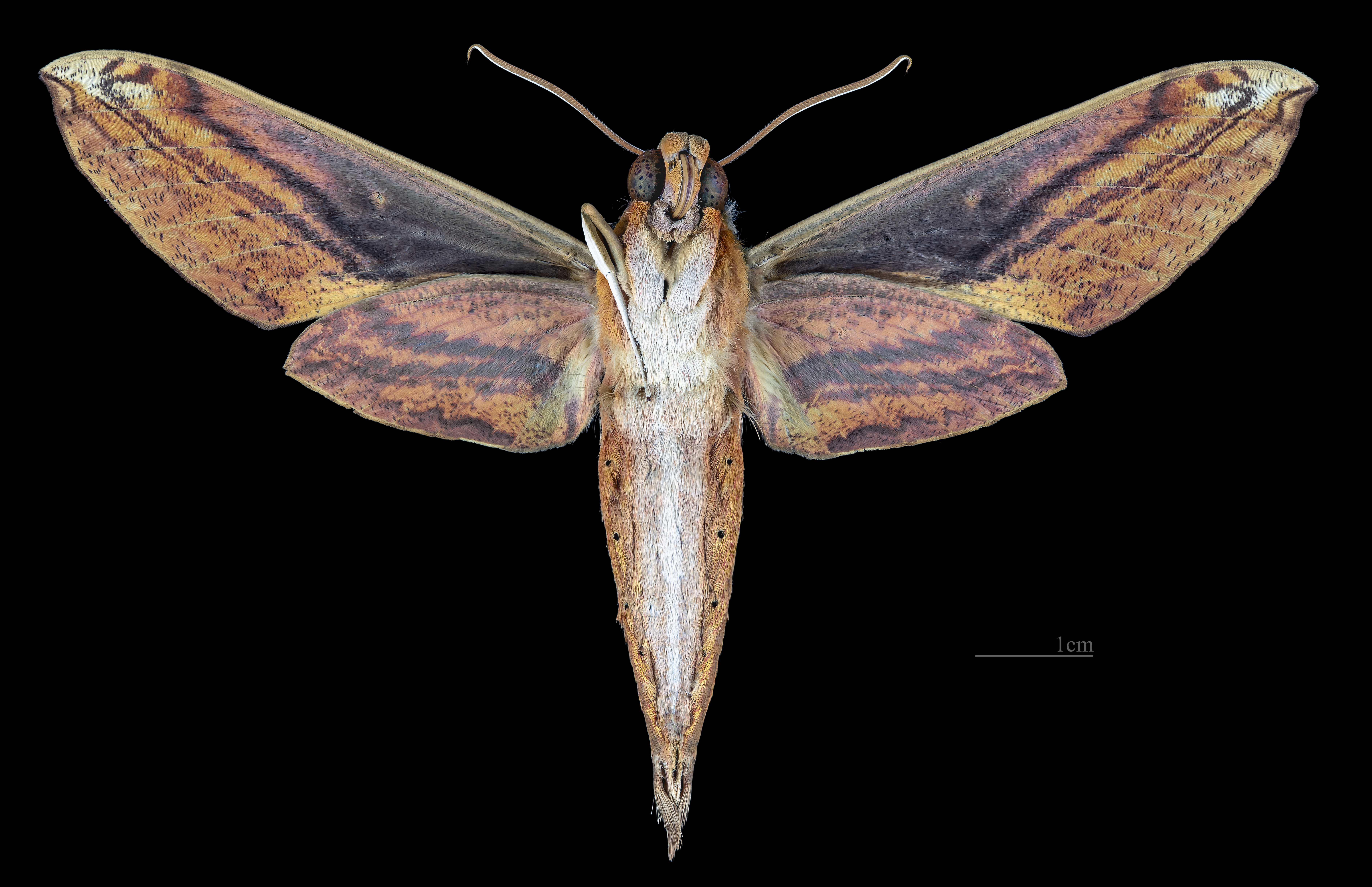
Theretra nessus ♂ △

## sinh học
Ấu trùng ăn Amaranthus, Barringtonia, Discorea, Amorphophallus, Impatiens, Citrullus, Arathis, Boerhavia, Knoxia, Morinda, Oldenlandia, Pongamia, Spermacoce, Glossostigma và Camellia.

## Hình ảnh

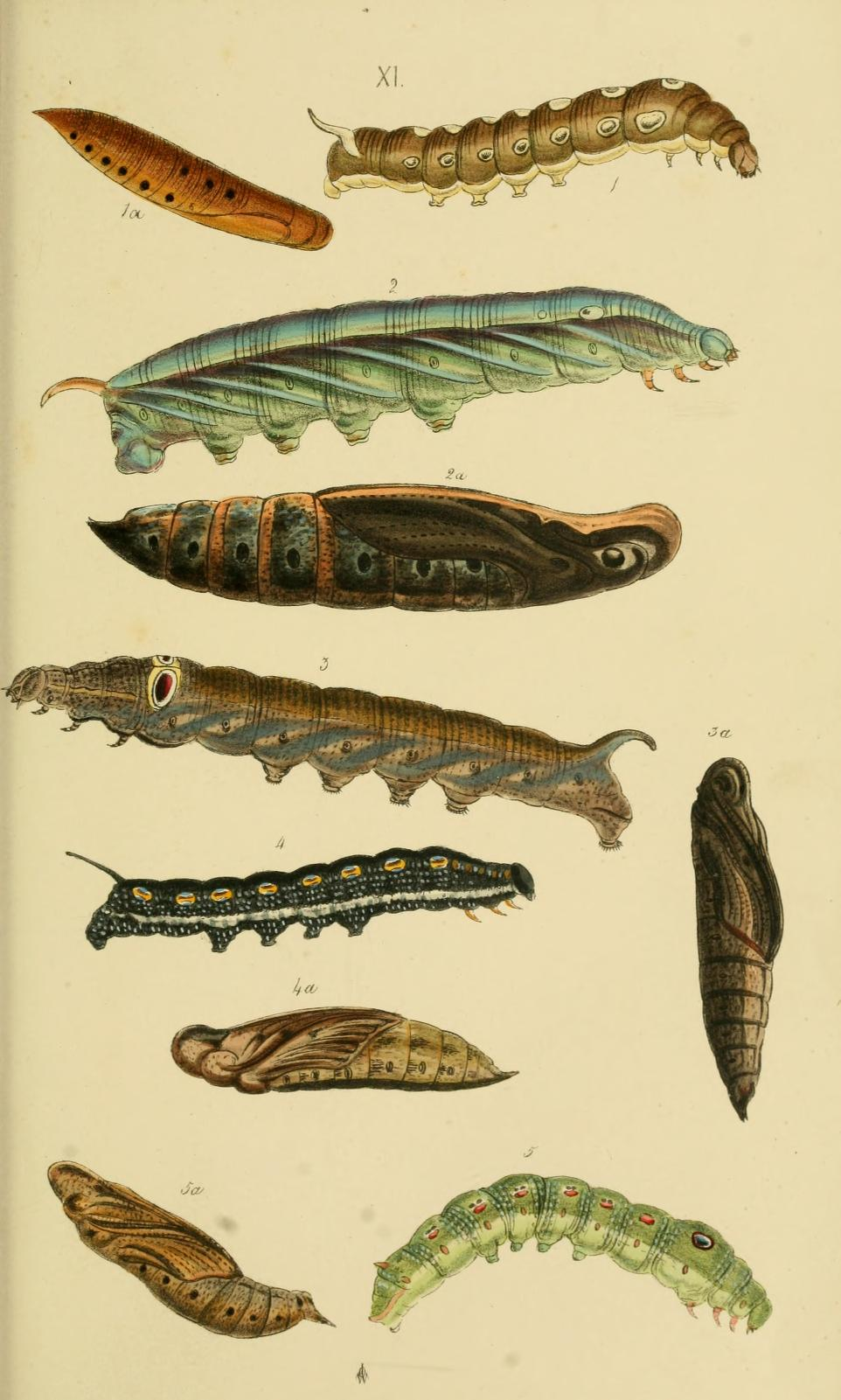
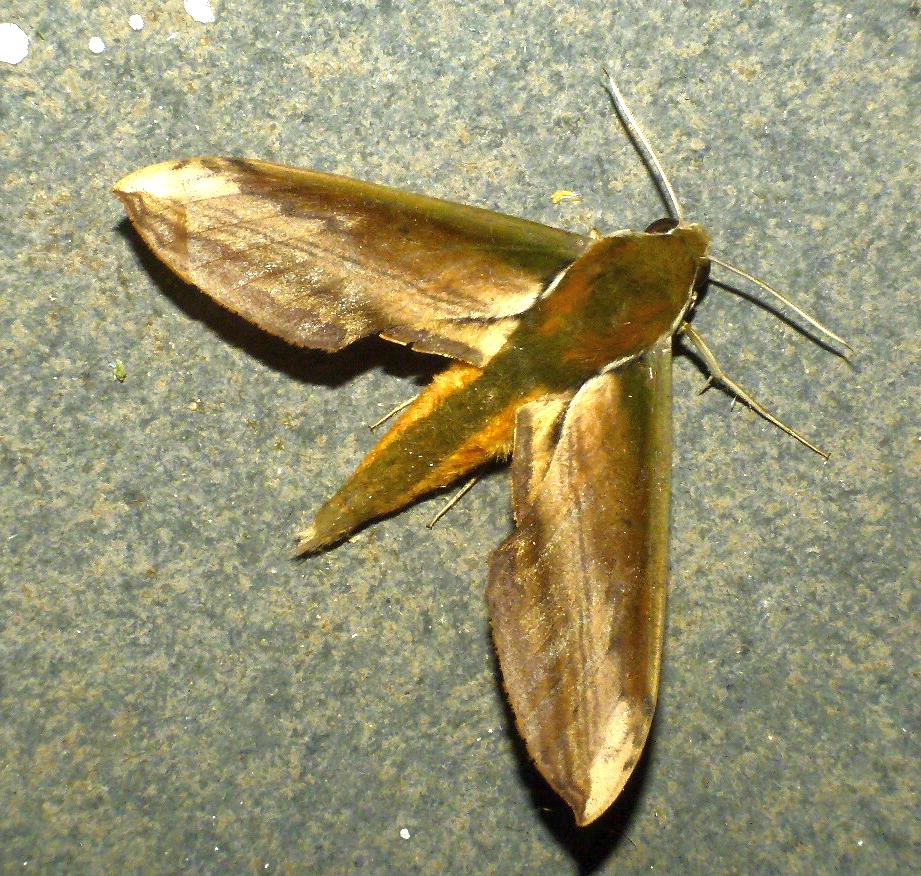
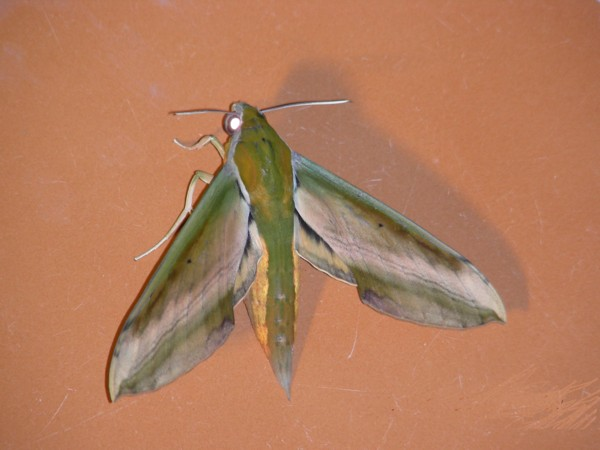